# Moranopteris blepharidea
Moranopteris blepharidea är en stensöteväxtart som först beskrevs av Edwin Bingham Copeland, och fick sitt nu gällande namn av R.Y.Hirai och J.Prado. Moranopteris blepharidea ingår i släktet Moranopteris och familjen Polypodiaceae. Inga underarter finns listade.